# Vitoliste
Vitoliste (macedónul: Витолиште) település Észak-Macedóniában, a Pelagonijai körzet Prilepi járásában.

## Népesség
| Lakosok száma | 1091 | 1343 | 1291 | 1110 | 664  | 377  | 290  | 170  | 41   |
|               | 1948 | 1953 | 1961 | 1971 | 1981 | 1991 | 1994 | 2002 | 2021 |

- 2002-ben 170 lakosa volt, akik közül 167 macedón, 2 szerb és 1 egyéb nemzetiségű.